# Liste der Bodendenkmale in Seddiner See
Die Liste der Bodendenkmale in Seddiner See enthält alle Bodendenkmale der brandenburgischen Gemeinde Seddiner See und ihrer Ortsteile auf der Grundlage der Landesdenkmalliste vom 31. Dezember 2020.
Die Baudenkmale sind in der Liste der Baudenkmale in Seddiner See aufgeführt.
| Gemarkung        | Flur | Kurzansprache                                                                                  | Bodendenkmalnummer | Bemerkung | Bild |
| ---------------- | ---- | ---------------------------------------------------------------------------------------------- | ------------------ | --------- | ---- |
| Kähnsdorf (Lage) | 1    | Dorfkern Neuzeit, Dorfkern deutsches Mittelalter                                               | 30404              |           |      |
| Kähnsdorf (Lage) | 1    | Siedlung deutsches Mittelalter, Rast- und Werkplatz Steinzeit                                  | 30466              |           |      |
| Kähnsdorf (Lage) | 2    | Rast- und Werkplatz Steinzeit, Siedlung deutsches Mittelalter                                  | 30467              |           |      |
| Kähnsdorf (Lage) | 1    | Siedlung deutsches Mittelalter, Rast- und Werkplatz Steinzeit, Siedlung Ur- und Frühgeschichte | 30468              |           |      |
| Kähnsdorf (Lage) | 2    | Siedlung deutsches Mittelalter, Siedlung Ur- und Frühgeschichte                                | 30469              |           |      |
| Kähnsdorf (Lage) | 2    | Rast- und Werkplatz Steinzeit                                                                  | 30470              |           |      |
| Kähnsdorf (Lage) | 2    | Siedlung Ur- und Frühgeschichte, Siedlung slawisches Mittelalter                               | 30471              |           |      |
| Kähnsdorf (Lage) | 2    | Siedlung Bronzezeit                                                                            | 30472              |           |      |
| Neuseddin (Lage) | 2    | Produktionsstätte Neuzeit, Dorfkern deutsches Mittelalter, Dorfkern Neuzeit                    | 30465              |           |      |
| Seddin (Lage)    | 2, 3 | Dorfkern deutsches Mittelalter, Dorfkern Neuzeit                                               | 30405              |           |      |